# Culicoides wirthi
Culicoides wirthi är en tvåvingeart som beskrevs av Foote och H. Douglas Pratt 1954. Culicoides wirthi ingår i släktet Culicoides och familjen svidknott. Inga underarter finns listade i Catalogue of Life.